# Shonia territorialis
Shonia territorialis är en törelväxtart som beskrevs av David A. Halford och Rodney John Francis Henderson. Shonia territorialis ingår i släktet Shonia och familjen törelväxter. Inga underarter finns listade i Catalogue of Life.